# Pambeozie
Le Panbeozie (in greco antico: παμβοιώτια?, pambòiotia) erano grandi feste di carattere religioso e civile che si svolgevano nell'antica Beozia.

## Storia
La celebrazione delle Panbeozie consisteva nel raduno, probabilmente annuale, degli appartenenti alla Lega beotica, in prossimità del tempio di Atena Itonia nelle vicinanze di Coronea, nella piana in prossimità del fiume Coralio. Secondo gli storici antichi per i Beoti il significato della festa era simile a quello delle Panatenee per gli abitanti dell'Attica, o delle Panionie per gli abitanti dell'Asia Minore.
Sembra che durante questa festività nazionale non fosse possibile portare avanti operazioni di guerra e che, nel caso di una guerra in atto, sia stato sempre attuato un cessate il fuoco. Questa solennità è menzionata anche da Plutarco.
La sacerdotessa del tempio era nominata dalla lega beotica. Durante le Panbeozie si eseguivano numerose manifestazioni quali balli, esecuzioni musicali e gare, queste ultime di tono alquanto guerresco come competizioni sportive (es. lancio del giavellotto), gare fra suonatori di tromba, battaglie simulate e corse di cavalli.
Si discute degli eventuali rapporti fra le Panbeozie e la situazione politica della Beozia, o degli eventuali rapporti fra le numerose città della lega beotica e Tebe; questi rapporti sono stati esaminati solo per il periodo successivo al IV-III secolo a.C., dopo che Tebe aveva ottenuto la supremazia incontrastata nella Beozia; non è stato possibile invece esaminarli per i periodi precedenti,.